# Mahenge

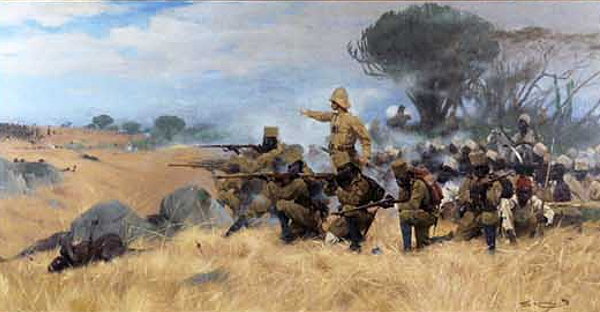
Slag bij Mahenge (Wilhelm Kuhnert, 1908)

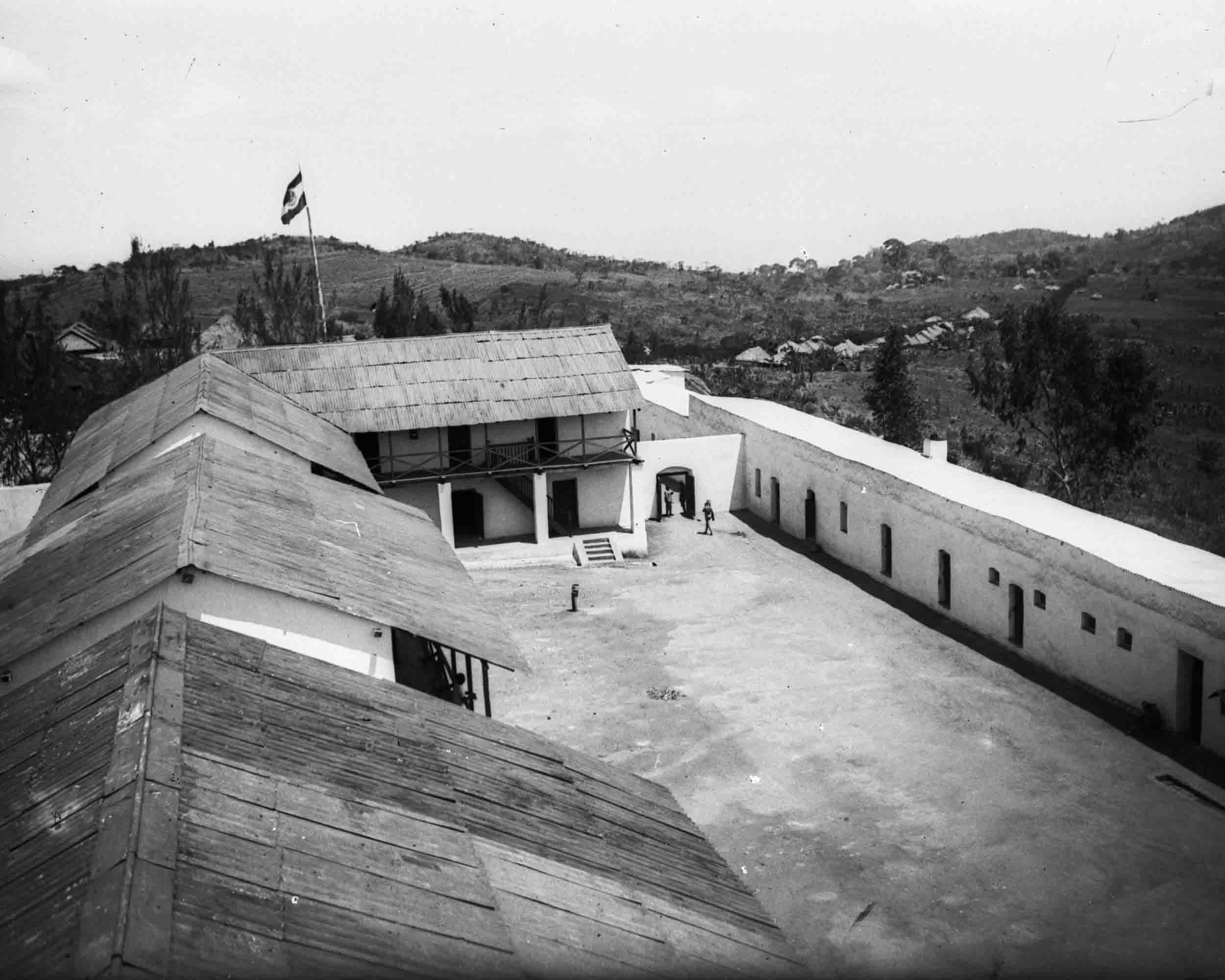
Koloniale post van Duits Mahenge

Mahenge is een stad in Tanzania op het gelijknamige plateau, ten zuidwesten van Singida. Het ligt in beboste savanne van het miombotype. Het warme seizoen is van oktober tot februari en het regenseizoen van maart tot mei. De voornaamste etnie zijn de Wapogoros.

## Geschiedenis
Kapucijner missionnairen vestigden zich hier in 1897. De streek was toen deel van Duits-Oost-Afrika. Het koloniale bewind bestreed de Arabo-Swahilische slavenhandelaars in het belang van eigen dwangarbeid. Tijdens de Maji-Maji-Oorlog sloegen de Duitse troepen met machinegeweren het verzet van de inlanders neer (1905). Geschat wordt dat zo'n 600 Maji-Maji sneuvelden bij Mahenge.
In de Eerste Wereldoorlog viel de Force Publique uit Belgisch-Congo de Duitse kolonie binnen. Nadat ze Kigoma en Tabora hadden veroverd, trokken ze het volgende jaar op naar Mahenge. In de omgeving van het dorp versloegen ze de lokale askaritroepen op 9 oktober 1917. De bevelvoerder, luitenant-kolonel Huyghé, mocht later het toponiem aan zijn naam toevoegen. In 1919 huisde kortstondig een geallieerd bestuur in Mahenge, alvorens de hoofdstad definitief werd overgebracht naar Dar-es-Salaam.
Een klein Franciscusseminarie werd in 1950 opgericht door pater Faessler, op een plek genaamd Kasita. Het is nog altijd actief en wordt beschouwd als een kwaliteitsvolle middelbare school, die 350 leerlingen had in 2015. De stad werd in 1964 zetel van het nieuwe bisdom Mahenge, waarvan de kathedraal Christus-Koning gebouwd is door de kapucijnenpaters.

## Infrastructuur
Mahenge bezit een hospitaal, een markt, en verschillende lagere en middelbare scholen (waaronder de secundaire meisjesschool Regina Mundi).

## Economie
De bewoners leven vooral van kleinhandel en landbouw (rijst, bonen, maïs, enz.).